# Ira Helsloot

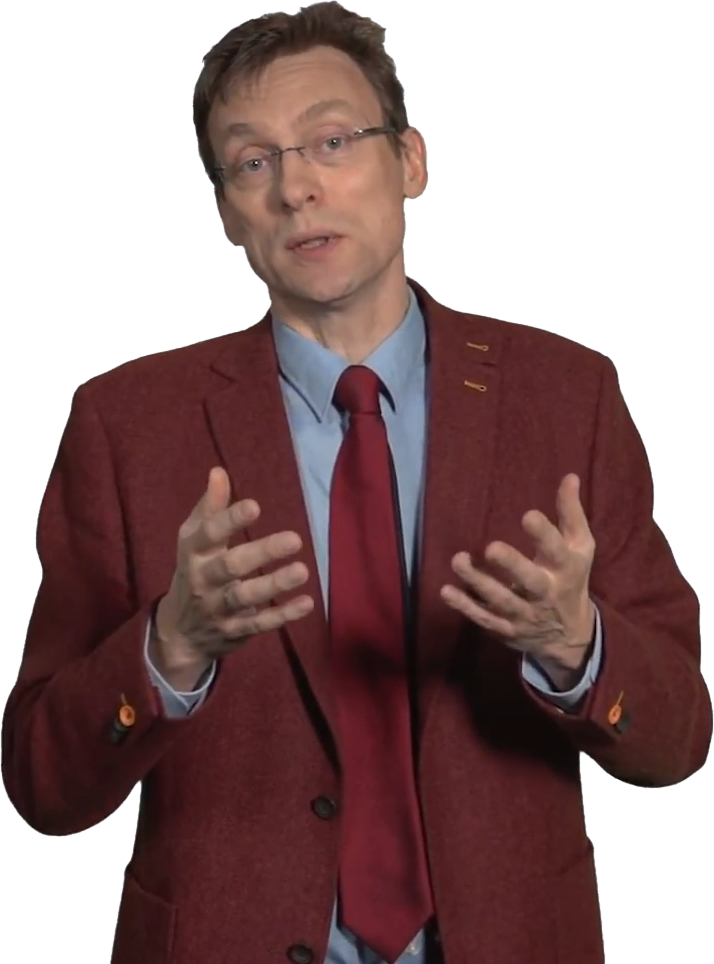
Ira Helsloot

Professor Dr. Ira Helsloot (1966) is een Nederlandse hoogleraar Besturen van Veiligheid aan de Radboud Universiteit in Nijmegen. Voorheen was hij hoogleraar crisisbeheersing en fysieke veiligheid aan de Vrije Universiteit Amsterdam. Hij is de enige actieve professor in Nederland op dit vakgebied.
Helsloot is gepromoveerd in de wiskunde, maar werd freelancewetenschapsjournalist en copywriter. In 1994 kwam hij terecht bij het Nederlands Instituut voor Brandweer en Rampenbestrijding. Aanvankelijk verzorgde hij daar educatief materiaal, maar ging verder als onderzoeker naar veiligheid en crisisbeheersing. Hij werkte hier tot 2003.
Van 2003 tot 2007 was hij directeur bij het COT Instituut voor Veiligheids- en crisismanagement. Als hoofd rampenbeheersing was hij van 2005 tot 2008 werkzaam bij de brandweer van Amsterdam-Amstelland, en aansluitend was hij daar tot 2010 lid van de korpsleiding met als portefeuille strategie en innovatie crisisbeheersing. Van 2006 tot 2011 was Helsloot hoogleraar aan de Vrije Universiteit.
Daarnaast bekleedt Helsloot diverse nevenfuncties, zoals het lidmaatschap van de visitatiecommissie Defensie en Veiligheid en het voorzitterschap van Stichting railAlert. Ook is hij werkzaam voor de door hem opgerichte stichting Crisislab.

## Kritiek op coronabeleid
Helsloot viel tijdens de coronacrisis op met zijn uitgesproken opvattingen over de lockdown. Op basis van data uit zijn eigen studiegebied waarschuwde hij voor het verlies aan levensjaren van de bevolking door de lockdown. Zijn inschatting is dat het totaal aantal levensjaren dat daardoor verloren gaat, hoger ligt dan het aantal verloren levensjaren door corona.
In 2021 was hij tevens een van de oprichters van Herstel-NL die een omgekeerde lockdown voorstelden als beter alternatief.
Ook is hij actief in de klankbordgroep van de Stichting Artsen Covid Collectief.